# Le Mourin
Le Mourin är en bergstopp i Schweiz.   Den ligger i distriktet Entremont och kantonen Valais, i den sydvästra delen av landet, 110 km söder om huvudstaden Bern. Toppen på Le Mourin är 2 766 meter över havet, eller 154 meter över den omgivande terrängen. Bredden vid basen är 1,6 km.
Terrängen runt Le Mourin är huvudsakligen bergig, men söderut är den kuperad. Närmaste större samhälle är Bagnes, 16,2 km norr om Le Mourin. 
Trakten runt Le Mourin består i huvudsak av gräsmarker. Runt Le Mourin är det glesbefolkat, med 13 invånare per kvadratkilometer.